# قلعه خلیل اکبر
قلعه خلیل اکبر مربوط به دوره اشکانیان است و در شهرستان پل‌دختر، بخش معمولان، روستای خلیل اکبر واقع شده و این اثر در تاریخ ۲۳ شهریور ۱۳۸۲ با شمارهٔ ثبت ۹۹۹۵ به‌عنوان یکی از آثار ملی ایران به ثبت رسیده است.